# Korgan
Korgan là một huyện thuộc tỉnh Ordu, Thổ Nhĩ Kỳ. Huyện có diện tích 233 km² và dân số thời điểm năm 2007 là 33755 người, mật độ 145 người/km².